# Паскуччи, Луиджи
Луи́джи Арбиб Паску́ччи (итал. Luigi Arbib Pascucci; 30 октября 1909, Рим — 5 ноября 1942) — итальянский офицер, танкист во время Второй мировой войны. Кавалер высшей награды Италии за подвиг на поле боя — золотой медали «За воинскую доблесть» (1942, посмертно).

## Биография
Родился 30 октября 1909 года в Риме (Италия). После получения степени в экономике в Римском университете, в ноябре 1934 года добровольно записался в армию. В 1935 году присвоено звание лейтенанта и направлен в 51-й пехотный полк. В феврале 1936 года переведён в танковый полк, а затем в апреле в составе специальной дивизии «Лаги» — направлен служить в колониальную полицию в регион Галла-Сидамо (Итальянская Восточная Африка). Демобилизован в июне 1937 года.
В 1941 году мобилизован в армию, и спустя год, 9 августа 1942 года в звании лейтенанта направлен в 132-ю танковую дивизию «Ариете».
Командир 10-го танкового взвода Fiat M13/40 132-го танкового полка 132-й танковой дивизии «Ариете» лейтенант Луиджи Паскуччи отличился в ходе второго сражения при Эль-Аламейне (Североафриканская кампания Второй мировой войны). 4 ноября 1942 года около Бир-Эль-Абд, к западу от города Эль-Аламейна, его взвод принял участие в отражении атаки английской 22-й танковой бригады. На следующий день, его взводу было поручено оборонять левый фланг 132-го танкового полка, для обеспечения отхода основных сил 132-й танковой дивизии к Фука. Английская 8-я танковая бригада, наступавшая на этом участке, значительно превосходила итальянские войска, тем не менее, танковый взвод Луиджи Паскуччи выполнил поставленную задачу. Но и сам оказался отрезанным от основных сил дивизии. В безвыходной ситуации, он решил предпринять контратаку, которая поначалу оказалась успешной. В дальнейшем, в ходе боя все итальянские танки были уничтожены, лейтенант Луиджи Паскуччи погиб.
Посмертно награждён золотой медалью «За воинскую доблесть».

Командуя танковым взводом, в ожесточённых боях последней битвы за Эль-Аламейн воспитал в своём подразделении высокие качества ума и сердца, показывая постоянный пример сознательного пренебрежения опасности. С неукротимой решимостью выполнял задачу по защите левого фланга базы, которая была почти окружена превосходящими бронетанковыми силами противника, тем самым позволив выйти из окружения другим своим частям. Сознавая необходимость остановить противника, пусть даже на короткое время, несмотря на адские бомбардировки и не обращая внимания на подавляющее превосходство противника, командир одиннадцати уцелевших танков бросил все свои силы в контратаку, тем самым вынудив противника отступить в беспорядке и с большими потерями, продемонстрировав большое самопожертвование и героизм своих солдат. Они не вернулись с кровавого поля боя, но на нём остались обломки их боевых машин в качестве свидетельства возвышенного и отчаянного поступка и как пример духа жертвенности, самоотверженности и товарищества, которые привели к самому высокому героизму.
— Бир-Эль-Абд — Фука (Северная Африка), 4-5 ноября 1942 года.
Оригинальный текст (итал.)
Comandante di compagnia carristi, negli aspri combattimenti dell’ultima battaglia di El Alamein trasfondeva nel suo reparto eccelse doti di animo e di cuore col costante esempio di cosciente sprezzo del pericolo. Sosteneva con indomita fermezza il compito di proteggere il fianco sinistro dello schieramento reggimentale pressoché accerchiato dalla dilagante massa di mezzi corazzati avversari, consentendo così agli altri reparti l’esecuzione dell’ordine di ripiegamento. Conscio della necessità di arginare, anche per poco tempo, l’avanzata dell’avversario, nonostante l’infernale bombardamento, e incurante della schiacciante superiorità dei nemico, alla testa degli undici carri superstiti si avventava in mezzo alla formazione avversaria costringendola ad arretrare in disordine e con gravi perdite, seguito, nel supremo consapevole sacrificio, dall’emulazione dei suoi eroici soldati. Il campo della cruentissima lotta non restituì le loro spoglie, ma rimasero i dilaniati relitti dei loro carri a testimoniare la sublime, disperata impresa e ad additarli ad esempio dello spirito di sacrificio, di abnegazione e di cameratismo spinto alle più alte vette dell’eroismo. — Bir el Abd-Fuka (A.S.), 4-5 novembre 1942.
— Из представления к награде

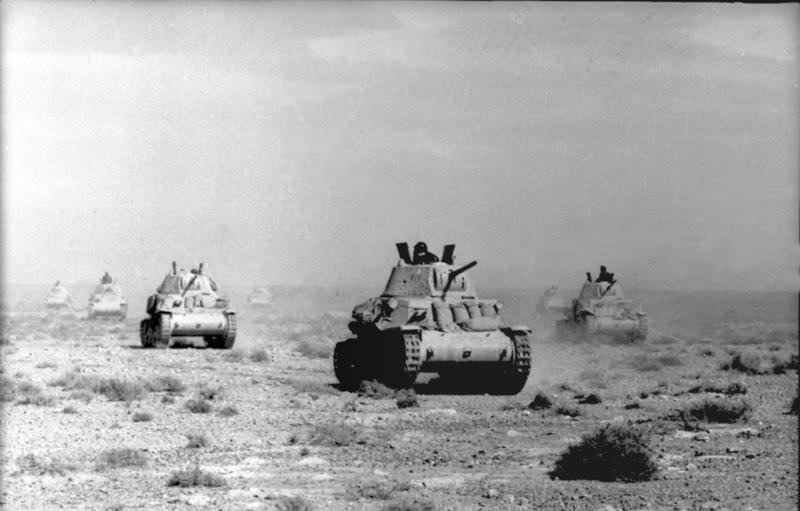
Танковая колонна M13/40 в Северной Африке (1941).
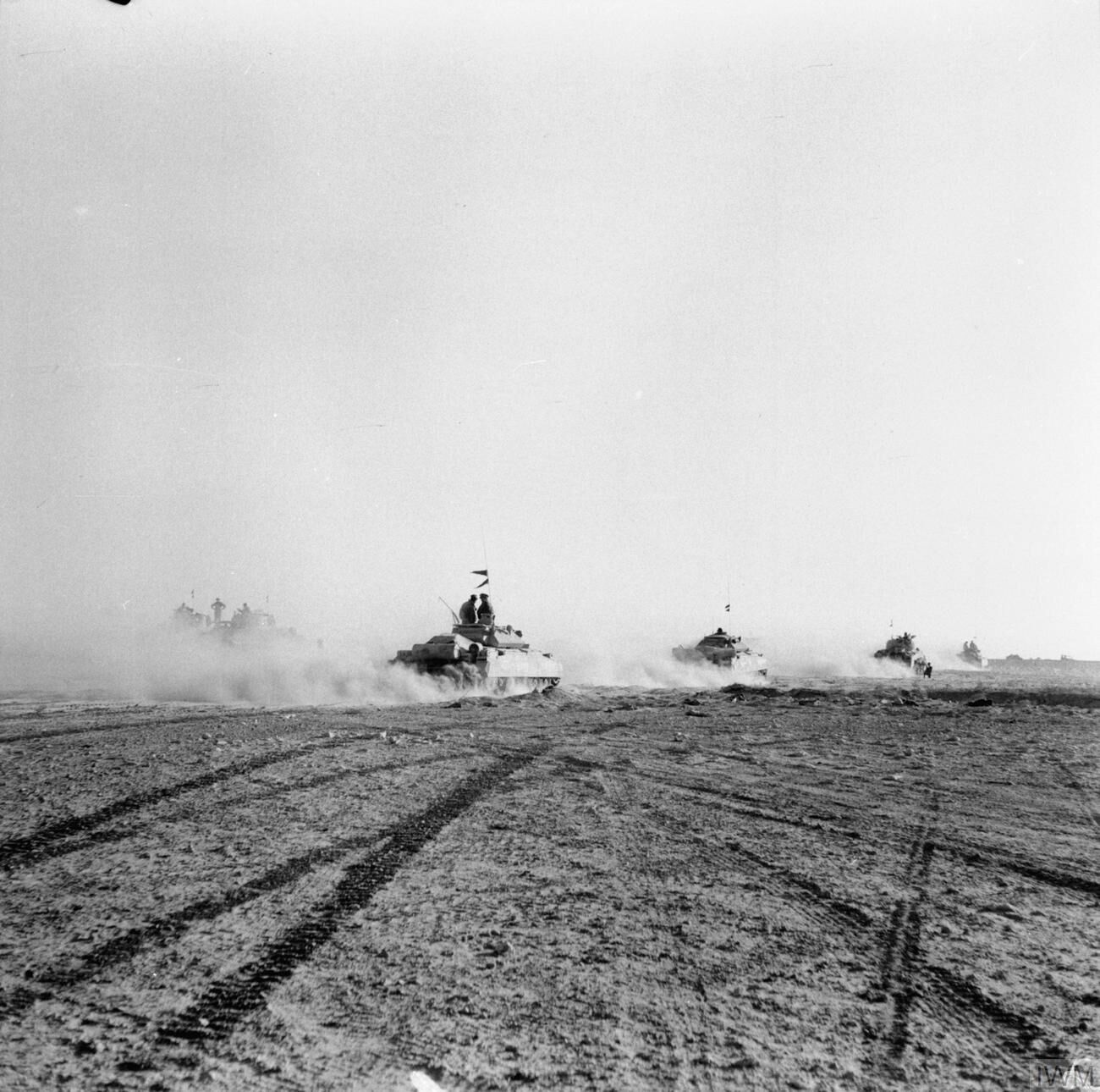
Наступление английских танков на немецкие позиции, Северная Африка, 24 октября 1942.

## Награды
- Золотая медаль «За воинскую доблесть» (1942, посмертно)

## Память
В его честь названа одна из улиц Рима (Via Luigi Arbib Pascucci).
В игре World of Tanks присутствует медаль Паскуччи. Она выдаётся игроку, уничтожившему в одном бою на танке или ПТ-САУ две вражеских САУ. 